# Majid Tavakoli
Majid Tavakoli (1986) è un attivista iraniano, noto per essere stato più volte imprigionato dalle autorità iraniane.

## Biografia
Leader studentesco, nel 2006 viene imprigionato per 15 mesi per aver insultato la religione e la leadership del paese in alcune pubblicazioni studentesche, accusa negata da Tavakoli.
Nuovamente arrestato il 5 febbraio 2009, questa volta per aver partecipato a un memoriale per Mehdi Bazargan. Rilasciato su cauzione, ha trascorso 115 giorni in isolamento nella prigione di Evin.
Arrestato per la terza volta nel dicembre dello stesso anno, Tavakoli finisce per la quarta volta in carcere a causa della partecipazione alle Proteste per la morte di Mahsa Amini. Suo fratello Mohsen Tavakoli ne annuncia la detenzione il 23 settembre su Twitter.  
La condanna questa volta è di sei anni per "spionaggio" e "propaganda contro lo stato".
Le sue condizioni di prigionia sono state denunciate più riprese da Amnesty International e Human Rights Watch